# (3824) Brendalee
(3824) Brendalee es un asteroide perteneciente al cinturón de asteroides, descubierto el 5 de octubre de 1929 por Clyde Tombaugh desde el Observatorio Lowell, Flagstaff, Arizona, Estados Unidos.

## Designación y nombre
Designado provisionalmente como 1929 TK. Fue nombrado Brendalee en honor a "Brenda Willoughby Anderson", nieta del descubridor.